# Lidhult
Lidhult ist eine Ortschaft (tätort) in der schwedischen Provinz Kronobergs län und der historischen Provinz Småland. Der Ort in der Gemeinde Ljungby liegt etwa 30 km von Ljungby entfernt, im südwestlichen Teil der Gemeinde.

## Bebauung in der Ortschaft
Ursprünglich lag die Bebauung in Lidhult rund um die Kirche. Nachdem die Eisenbahn gekommen war, verschob sich das Stadtzentrum in Richtung Westen zum Bahnhof. Die Bebauung besteht zu großen Teilen aus Einfamilienhäusern in unterschiedlichen Stilen und aus verschiedenen Zeitepochen. Im Westen liegt ein großes Industriegebiet. Im Ort findet man mehrere freie Baugrundstücke.

## Wohnen und Arbeiten
In der Kirchengemeinde leben ca. 900 Personen, von denen etwa 410 erwerbstätig sind. Die meisten Pendler fahren zur Arbeit nach Ljungby oder nach Halmstad, jedoch auch in umgekehrter Richtung.
Es gibt im Bereich der Kirchengemeinde ca. 630 Arbeitsstellen, in der Hauptsache in der Fertigung wie auch im Gesundheits- und Fürsorgebereich. Die größten in Lidhult ansässigen Firmen sind Kalmar Industries Sverige AB als Hersteller von mobilen Lift- und Transportsystemen (Flurförderfahrzeuge) und Lidhultskök & Interiör, einem Hersteller von Küchen und Badmöbeln.

## Freizeit
Es gibt viele aktive Vereine wie z. B. die Kirchengemeinde, Heimatverein, Gymnastikverein, Fußballverein, Tischtennisverein, Skiverein, Haus- und Schulvereine, Schützenverein und Fotoklub. Die ansässigen Firmen haben sich im „Lidhultsbygdens företagarförening“ zusammengeschlossen. Öffentliche Treffpunkte und Lokale sind das Versammlungsheim, das Haus der Kirchengemeinde, der Park des Heimatvereins sowie das Bürgerhaus. Neben der Schule befindet sich ein Sportplatz. Es gibt jedoch auch eine Sporthalle, ein Hallenbad, beleuchtete Fußballplätze, eine Laufbahn und eine Schießanlage.

## Ausbildung
Im Ort findet man eine Vorschule, ein Freizeitheim und eine Schule für die Jahrgänge 0–6. Die Jahrgänge 7–9 gehen in die Kungshögsskolan in Ljungby.

## Service
In Lidhults Einkaufszentrum gibt es verschiedene Serviceangebote wie z. B. eine Tankstelle, Bringdienst für Waren, Lieferservice von Systembolaget und Apotheke. Es werden auch Wettdienste von „ATG“ und „Svenska Spel“ angeboten. Im Ort findet man Dienstleister wie Post, Baumarkt, Friseur, Pizzeria, Hotel mit Restaurant aber auch ein Stoffgeschäft und einen Blumenladen. Des Weiteren gibt es Wohngruppen bzw. Tagesbetreuung für Behinderte und bei der „Vårdcentral“ findet man Arzt, Kinderarzt usw. In Lidhult gibt es eine Freiwillige Feuerwehr und eine Bibliothek.

## Natur und Kultur
Das Gebiet Hunnsbergsområdet mit dem Moorgebiet Årshultsmyren sind von Reichsinteresse in Hinsicht auf den Naturschutz. Die Moorgebiete Lidhultsåsen, Prosteköp und ÅrshultsmyrenNatur sind Naturreservate. Das Dorf Öxnalt wird als Veranstaltungsort für Darbietungen aus dem Kulturprogramm der Gemeinde Ljungby genutzt. Bauwerke mit großem Kulturwert sind die alte Mühle mit den dazugehörigen Gebäuden und ein alter Bauernhof in Tofthult (Tofthults mangårdsbyggnad). Im Bereich um Lidhult gibt es viele schöne Plätze, so z. B. den Badeplatz am See Askaken und den Marktplatz in Lidhult.